# 제임스 프레스턴

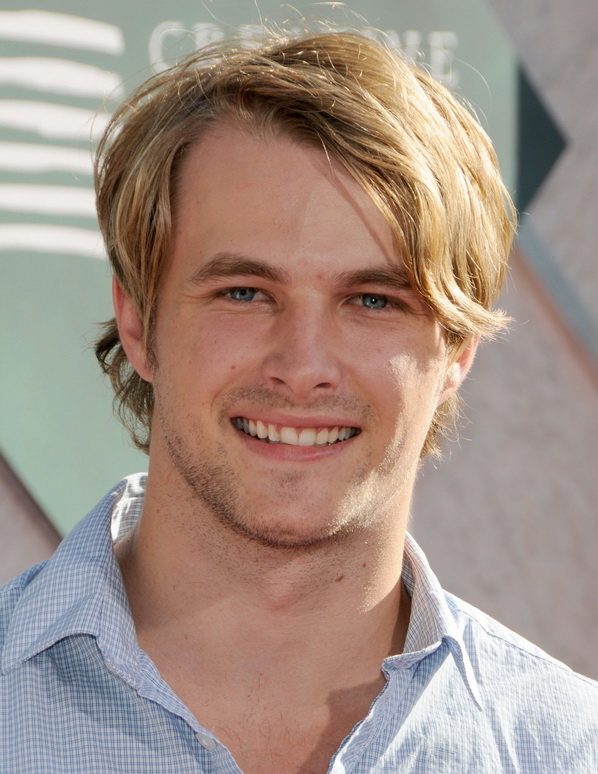

제임스 프레스턴(James Preston, 1988년 6월 30일 ~ )은 미국의 배우, 텔레비전 배우, 모델, 영화배우이다.
캐스퍼에서 태어났다.

## 영화
- 곰 세 마리의 크리스마스 (2019년)
- 죠슈아 트리, 1951: 어 포트레이트 오브 제임스 딘 (2012년)